# Karim Ouattara (basket-ball, 1979)
Pour les articles homonymes, voir Karim Ouattara et Ouattara.
Karim Ouattara, né le 13 octobre 1979 à Charenton-le-Pont, est un joueur de basket-ball franco-malien évoluant au poste d'intérieur.

## Biographie
Après des études universitaires passées aux États-Unis à l'Université d'État de New York à Albany, il commence sa carrière en France avec le club de Rodez où il évolue en Nationale masculine 1, troisième niveau de compétition de basket-ball en France. Il rejoint ensuite le club de l'Hermine de Nantes qui évolue en Pro B, antichambre de l'élite, club où il dispute deux saisons.
Il évolue ensuite avec l'ESPE Châlons-en-Champagne lors de la saison 2005-2006, puis avec la Jeunesse laïque de Bourg-en-Bresse la saison suivante et la JSF Nanterre lors de la saison 2007-2008. Il rejoint alors le Stade clermontois avec lequel il dispute les trois saisons suivantes. Lors de la saison 2010-2011, il exerce la fonction de capitaine d'un groupe entraîné par Régis Racine.
Il s'engage avec le club belge du United Woluwe (Division 3) en 2012 puis prend sa retraite en 2015,.
Karim Ouattara est membre de l'équipe nationale malienne avec laquelle il a participé aux championnats d'Afrique en 2005 et 2009.

## Club
- 1999-2002 :  Great Danes d'Albany (NCAA)
- 2002-2003 :  Stade Rodez (NM1)
- 2003-2005 :  Hermine de Nantes (Pro B)
- 2005-2006 :  ESPE Châlons-en-Champagne (Pro B)
- 2006-2007 :  JL Bourg-en-Bresse (Pro A)
- 2007-2008 :  JSF Nanterre (Pro B)
- 2008-2012 :  Stade clermontois (Pro B, puis NM1)
- 2012-2015 :  United Woluwe